# إدوارد تومسون (لاعب كرة قدم)
إدوارد تومسون (بالإنجليزية: Edward Thompson)‏ هو لاعب كرة قدم بريطاني (وحمل سابقاً جنسية المملكة المتحدة لبريطانيا العظمى وأيرلندا) في مركز الظهير، ولد في 1895 في المملكة المتحدة، وتوفي في 1918 في نور في فرنسا. لعب مع نادي فولهام.